# Monte Roraima
O monte Roraima é um monte localizado na América do Sul, na tríplice fronteira entre Brasil, Venezuela e Guiana. Constitui um tepui, um tipo de monte em formato de mesa bastante característico do planalto das Guianas. Delimitado por falésias de cerca de 1 000 metros de altura, seu planalto apresenta um ambiente totalmente diferente da floresta tropical e da savana que se estende a seus pés. Assim, o alto índice pluviométrico promoveu a formação de pseudocarstes e de numerosas cavernas, além do processo de lixiviação do solo. A flora adaptou-se a essas condições climáticas e geológicas com um elevado grau de endemismo, onde encontram-se diversas espécies de plantas carnívoras – que retiram dos insetos capturados os nutrientes que faltam no solo. A fauna também é marcada por um acentuado endemismo, especialmente entre répteis e anfíbios. Esse ambiente é protegido no território venezuelano pelo Parque Nacional Canaima e no território brasileiro pelo Parque Nacional do Monte Roraima. Seu ponto culminante eleva-se no extremo sul, no estado venezuelano de Bolívar, a 2 810 metros de altitude. O segundo ponto mais alto, com 2 772 metros, localiza-se ao norte do planalto, em território guianense, próximo ao marco de fronteira entre os três países.
Conhecido pelos ocidentais apenas no século XIX, o monte Roraima foi escalado pela primeira vez em 1884, por uma expedição britânica chefiada por Everard Ferdinand im Thurn. Entretanto, apesar das diversas expedições posteriores, sua fauna, flora e geologia permanecem largamente desconhecidas. A história de uma dessas incursões inspirou sir Arthur Conan Doyle a escrever o livro O Mundo Perdido, em 1912. Com o desenvolvimento do turismo na região, especialmente a partir da década de 1980, o monte Roraima tornou-se um dos destinos mais populares para os praticantes de trekking, devido ao ambiente singular e às condições relativamente fáceis de acesso e escalada. O trajeto mais utilizado é feito pelo lado sul da montanha, através de uma passagem natural à beira de um despenhadeiro. A escalada por outros pontos, no entanto, exige bastante técnica, mas permite a abertura de novos acessos.

## Toponímia
O monte Roraima é denominado em espanhol como tepuy Roraima ou cerro Roraima. No entanto, a grafia correta seria Roroima. Seu ponto culminante é a Maverick Stone, nome dado em virtude de sua semelhança com o veículo de mesmo nome, fabricado pela Ford.

## Geografia

Carta topográfica do monte Roraima.

### Localização
O monte Roraima está localizado no norte da América do Sul, na porção leste do planalto das Guianas, mais precisamente na serra de Pacaraíma, na região do planalto coberto pela Gran Sabana. Divide-se entre três países: Brasil a leste (5% de sua área), Guiana ao norte (10%) e Venezuela ao sul e oeste (85%).  Administrativamente, é parte do estado brasileiro de Roraima (localizado no município de Uiramutã), da região de guianense (conselho de vizinhança de Mazaruni/Lower Berbice Essequibo) e do estado venezuelano de Bolívar (município de Gran Sabana). A parte venezuelana do monte está inserida no Parque Nacional Canaima e a brasileira no Parque Nacional do Monte Roraima. Outros tepuis ao redor do monte Roraima: tepui Kukenán a oeste, tepui Yuruaní a noroeste e tepui Wei-Assipu a leste.
Apesar de estar localizado numa região remota da América do Sul, o acesso ao monte Roraima é relativamente fácil pelo lado venezuelano. Isso ocorre pela proximidade com uma rota internacional – composta pela Autopista 10 na Venezuela e pela Rodovia BR-174 no Brasil – que liga a cidade venezuelana de Carúpano, na costa do Caribe, à cidade brasileira de Cáceres, na divisa com a Bolívia. Essa rota passa a oeste do monte Roraima, cruzando a Gran Sabana, e serve muitas vilas e aldeias. Porém, tanto pelo lado brasileiro quanto pelo lado guianense, a região é totalmente isolada e pouco povoada, acessível apenas por vários dias de caminhada pela floresta ou por pequenas pistas de pouso locais.

### Topografia

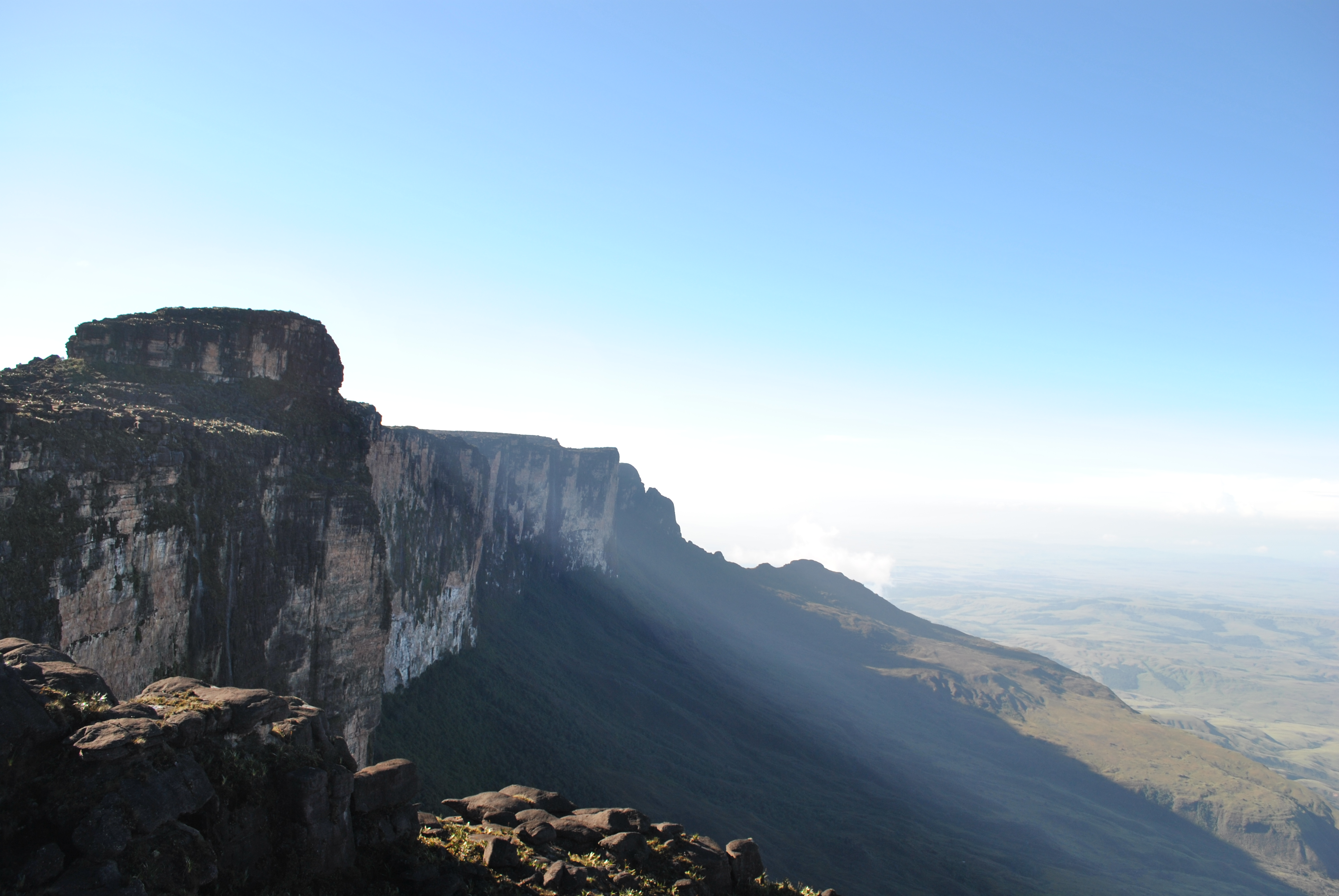
Vista da falésia meridional com a Maverick Stone à esquerda e a Gran Sabana aos pés.

O monte Roraima é um tepui, um tipo de platô cercado por falésias, típico do planalto das Guianas. A montanha tem formato de arco no sentido norte-sul-leste-oeste com um estreitamento central causado pela presença de um grande circo natural em seu flanco noroeste. Falésias retilíneas de até 1 000 metros de altura compõem a maior parte de suas outras faces, como a sul, sudeste, leste, nordeste e noroeste – essas duas últimas faces imitam a proa de um navio avançando sobre floresta, sendo por isso mesmo denominado "a proa". No extremo sul da montanha, uma parte da falésia rompeu-se e formou um imponente monólito natural: o Tök-Wasen. As falésias tem suas bases cercadas por encostas íngremes, mas pouco elevadas nas faces sul e leste, que se estendem rapidamente em altas planícies de cerca de 1 200 metros de altitude, cobertas pela Gran Sabana. Por outro lado, as faces norte e oeste formam vales curtos que conduzem a um planalto de cerca de 600 metros, ocupados pela floresta tropical.

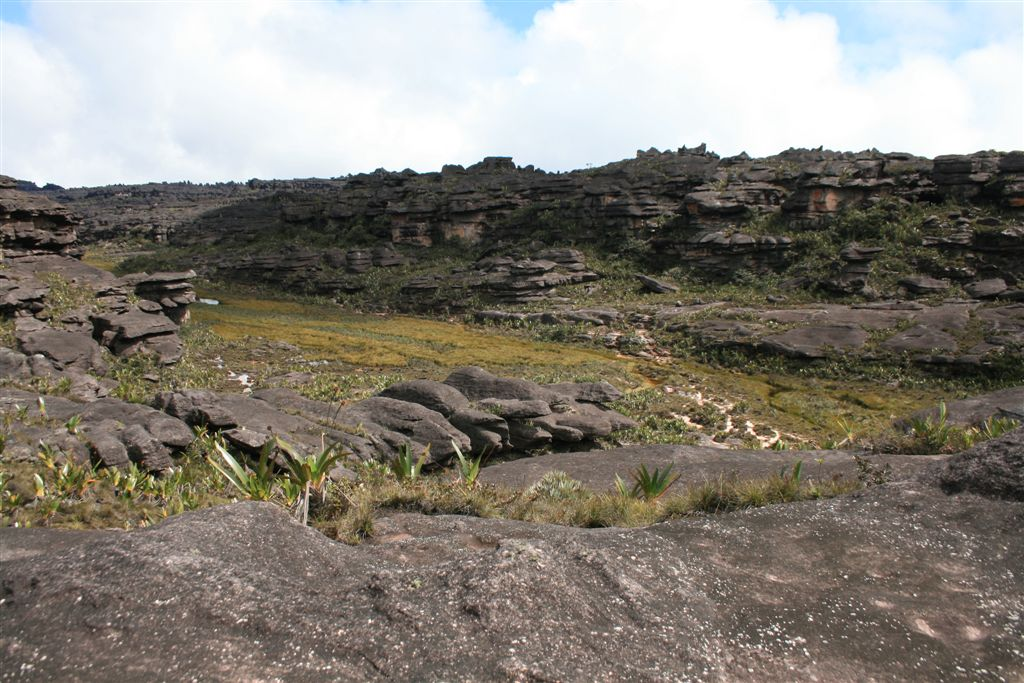
Vista do cume do planalto, com uma área pantanosa ao centro.

O cume sub-horizontal do platô tem pouco mais de dez quilômetros de comprimento e largura máxima de cinco quilômetros – para uma superfície de trinta e três a cinquenta km² – e mantem-se acima dos 2 200 metros (com uma média de 2 600 a 2 700 metros). Sua superfície exibe formações pseudocársticas esculpidas pelas condições climáticas, estruturas ruiniformes, grutas e desfiladeiros, batizados com nomes como "Labirinto", "Vale dos Cristais", as "Jacuzzis", etc. Uma dessas formações, a "Maverick Stone", corresponde ao ponto culminante da montanha, com 2 810 metros de altitude. Localizada na extremidade sul do planalto, a formação é também o ponto mais alto do estado de Bolívar – o ponto mais alto da Venezuela é o Pico Bolívar, com 4 978 metros de altitude – e da Gran Sabana, sendo o quarto ponto mais alto do planalto das Guianas – atrás do Pico da Neblina, do Pico 31 de Março e do Cerro Marahuaca. A 8,25 quilômetros ao norte do cume, uma outra elevação, com 2 772 metros de altitude, determina o ponto mais alto da Guiana, na fronteira com a Venezuela. Finalmente, ao norte do planalto, a 2 734 metros de altitude, encontra-se o marco da tríplice fronteira entre Brasil, Venezuela e Guiana.

### Clima
Devido à sua proximidade com a Linha do Equador, o monte Roraima é influenciado pelo clima tropical. Caracterizada pela Gran Sabana, apresenta temperatura média anual entre 20 e 22 °C e índice pluviométrico de cerca de 1 500 milímetros – podendo atingir níveis entre 1 800 e 3 000 milímetros, dependendo das condições orográficas –. além de uma estação seca entre os meses de dezembro e março.
As condições climáticas no topo da montanha apresentam significativas diferenças em relação à sua base. Assim, a temperatura média – que não passa dos 10 °C durante o dia – pode chegar aos 2 °C à noite. A alta nebulosidade da região – associada aos ventos dominantes do nordeste e do sudeste – é responsável por um índice pluviométrico de 2 000 a 4 000 milímetros, o que mantem a umidade relativa do ar entre 75 e 85%.
| Dados climatológicos para Santa Elena de Uairén (868 m) | Dados climatológicos para Santa Elena de Uairén (868 m) | Dados climatológicos para Santa Elena de Uairén (868 m) | Dados climatológicos para Santa Elena de Uairén (868 m) | Dados climatológicos para Santa Elena de Uairén (868 m) | Dados climatológicos para Santa Elena de Uairén (868 m) | Dados climatológicos para Santa Elena de Uairén (868 m) | Dados climatológicos para Santa Elena de Uairén (868 m) | Dados climatológicos para Santa Elena de Uairén (868 m) | Dados climatológicos para Santa Elena de Uairén (868 m) | Dados climatológicos para Santa Elena de Uairén (868 m) | Dados climatológicos para Santa Elena de Uairén (868 m) | Dados climatológicos para Santa Elena de Uairén (868 m) | Dados climatológicos para Santa Elena de Uairén (868 m) |
| Mês                                                     | Jan                                                     | Fev                                                     | Mar                                                     | Abr                                                     | Mai                                                     | Jun                                                     | Jul                                                     | Ago                                                     | Set                                                     | Out                                                     | Nov                                                     | Dez                                                     | Ano                                                     |
| ------------------------------------------------------- | ------------------------------------------------------- | ------------------------------------------------------- | ------------------------------------------------------- | ------------------------------------------------------- | ------------------------------------------------------- | ------------------------------------------------------- | ------------------------------------------------------- | ------------------------------------------------------- | ------------------------------------------------------- | ------------------------------------------------------- | ------------------------------------------------------- | ------------------------------------------------------- | ------------------------------------------------------- |
| Temperatura máxima média (°C)                           | 28,5                                                    | 29,1                                                    | 29,2                                                    | 28,5                                                    | 27,8                                                    | 26,8                                                    | 26,6                                                    | 27,0                                                    | 27,8                                                    | 28,9                                                    | 28,5                                                    | 28,1                                                    | 28,07                                                   |
| Temperatura mínima média (°C)                           | 16,4                                                    | 16,5                                                    | 16,9                                                    | 17,1                                                    | 17,5                                                    | 17,3                                                    | 16,5                                                    | 16,6                                                    | 16,1                                                    | 15,8                                                    | 16,2                                                    | 16,2                                                    | 16,58                                                   |
| Precipitação (mm)                                       | 68                                                      | 57                                                      | 87                                                      | 165                                                     | 214                                                     | 254                                                     | 229                                                     | 186                                                     | 113                                                     | 122                                                     | 114                                                     | 185                                                     | 1 694                                                   |
| Fonte:                                                  |                                                         |                                                         |                                                         |                                                         |                                                         |                                                         |                                                         |                                                         |                                                         |                                                         |                                                         |                                                         |                                                         |

### Geologia e hidrologia

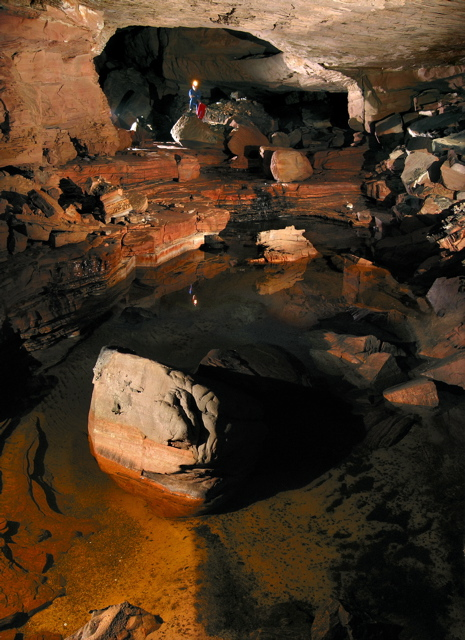
Interior da Cueva Ojos de Cristal.

O planalto do monte Roraima é composto por arenito, um tipo de rocha sedimentar formada no período Proterozoico – cerca de 1,7 a 2 bilhões de anos –, denominado "Formação Roraima" composta por 98% de grãos de sílica. Ele é recoberto por camadas de argila, conglomerados e diques de diorito, datados do período mesozoico. Essa massa rochosa, uma das mais antigas da Terra, repousa sobre uma base de granito e gnaisse que inicialmente abrangia boa parte do planalto das Guianas, mas foi fraturada e reduzida aos tepuis atuais pela ação da erosão e de movimentos tectônicos ao longo dos últimos 180 milhões de anos. Essa rocha contem significativos depósitos de quartzo – no chamado "Vale dos Cristais", as elevadas concentrações desse mineral formam um "tapete" de vários centímetros de cristais brancos e rosados. O arenito, erodido pelas condições climáticas, pode assumir o formato de monolitos ou de caos de blocos, assemelhando-se a animais, objetos  e outros – chamados popularmente de "golfinho", "tartaruga", "macaco", "igreja" ou mesmo "labirinto". O solo proveniente da rocha matriz de arenito é bastante ácido, pobre em nutrientes e muito fino. Com efeito, o constante processo de lixiviação promovido pelos cursos d'água impede a fixação de nutrientes e de partículas e consequentemente a formação de camadas consistentes de solo.
No interior do planalto, inúmeras cavernas e sumidouros conferem ao monte Roraima uma estrutura pseudocárstica. Essas cavernas formam uma verdadeira rede, denominada "Monte Roraima Sur" ("Monte Roraima Sul") Com 10 820 metros de extensão e um desnível de setenta e dois metros, é a maior caverna de quartzo do mundo. Com um mapeamento realizado entre 2003 e 2005, foi possível constatar sua conexão com a "Cueva Ojos de Cristal", distante 2 410 metros e explorada por uma equipe de espeleólogos eslovacos em 2003. Em suas paredes, formaram-se diversos espeleotemas e agrupados de estalactites de até cinquenta centímetros de comprimento inclinadas na direção oposta às correntes de ar e cuja origem é desconhecida. As cavernas formaram-se a partir da infiltração de águas superficiais através da rocha.   Assim, o nível de água em seu interior é fortemente dependente das precipitações na superfície do planalto – um período prolongado de estiagem pode secar os cursos d'água e as cascatas subterrâneos. A água que flui do monte Roraima, pelas cachoeiras ou por via subterrânea, dá origem a diversos rios perenes ou sazonais. Ao sul, os principais são o rio Kukenan e o rio Arabopó, que se juntam à bacia do Orinoco através do rio Caroni, na Venezuela. Ao sul, forma diversos córregos que alimentam o rio Kako, subafluente do Essequibo, através do rio Mazaruni, na Guiana. Por fim, ao leste, encontra-se a nascente do brasileiro rio Cotingo, subafluente do rio Amazonas.

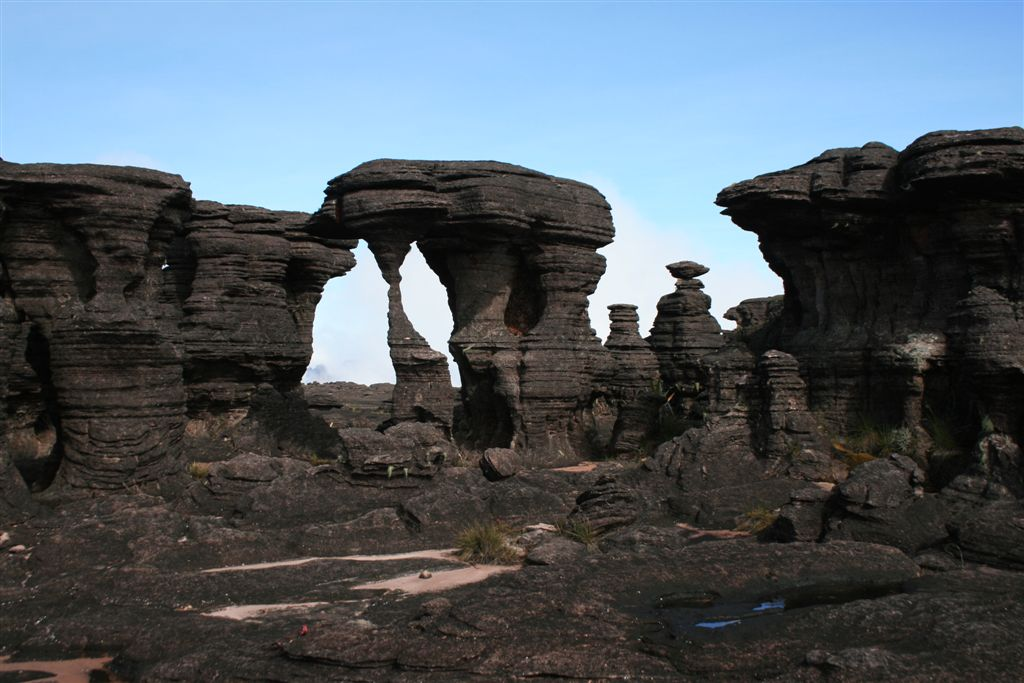
Formações rochosas ruiniformes
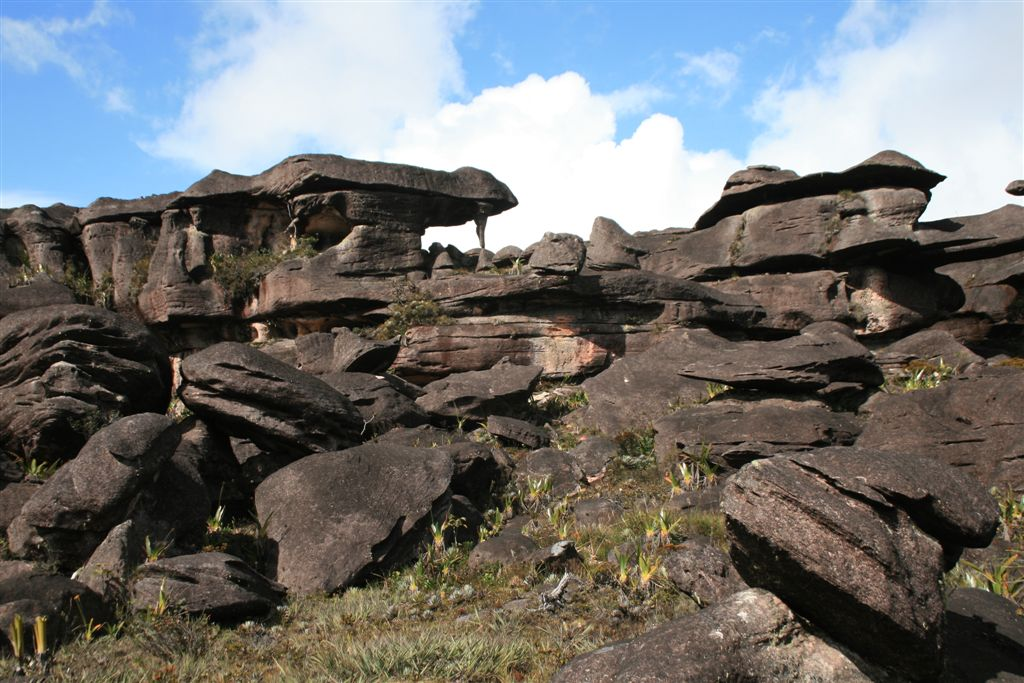
Formações rochosas ruiniformes e caos de blocos
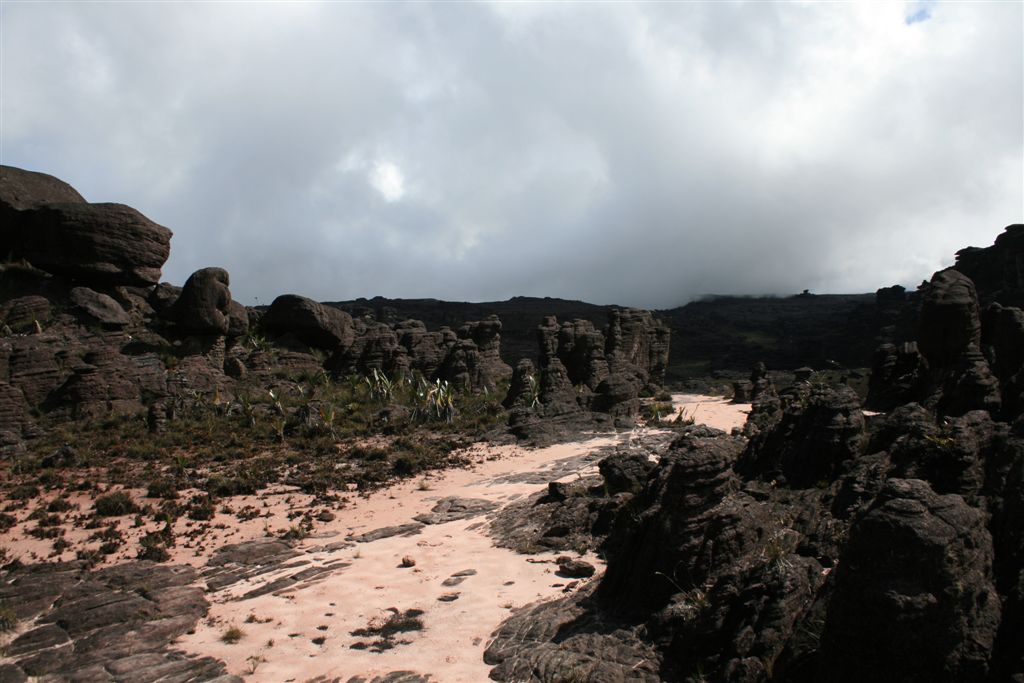
Formações rochosas ruiniformes e depósito de areia
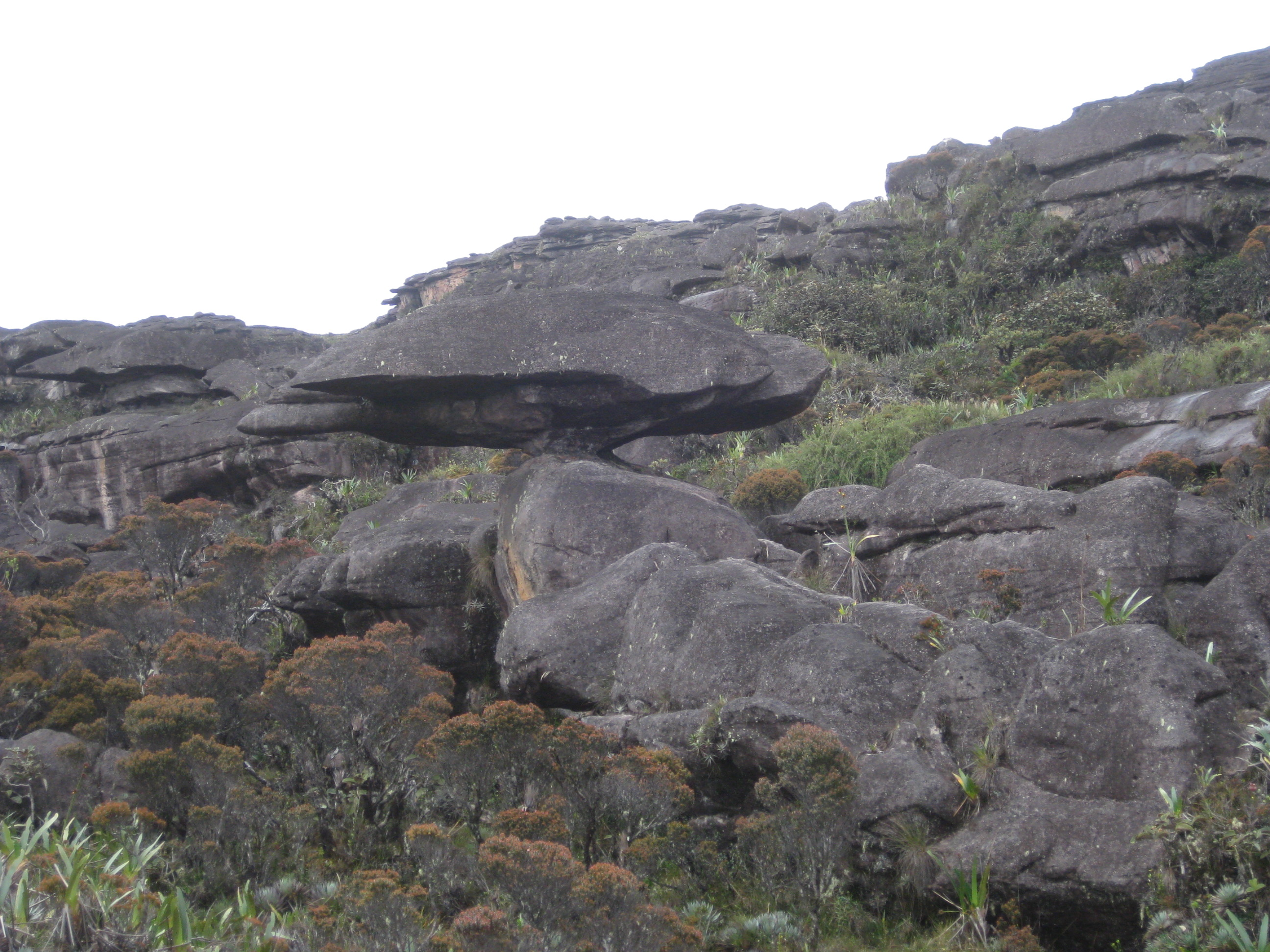
A "tartaruga"
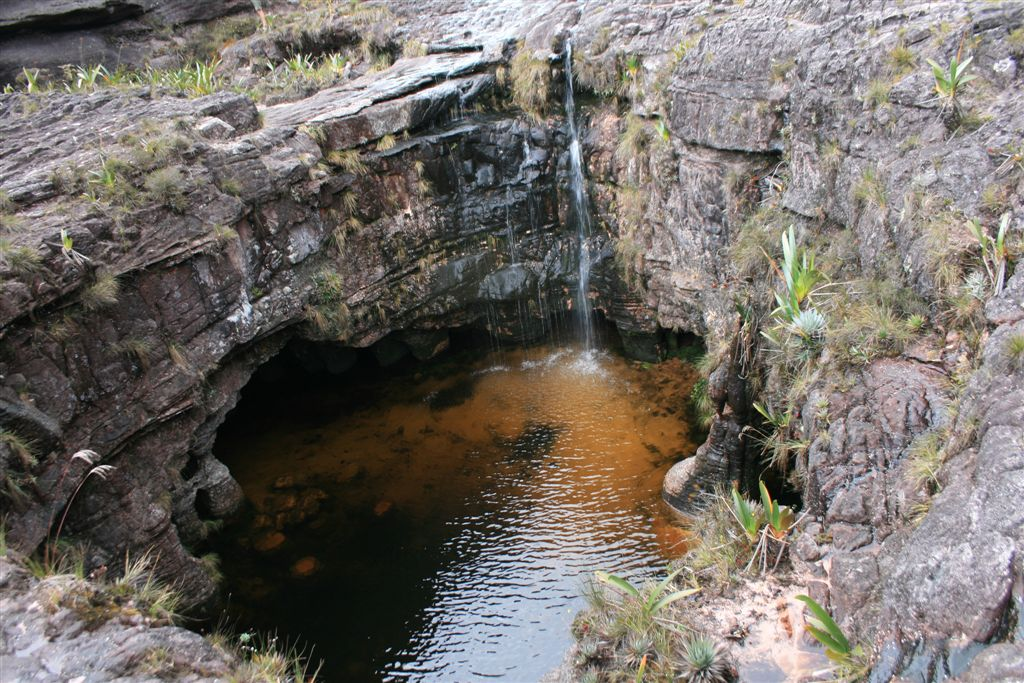
El Fosso
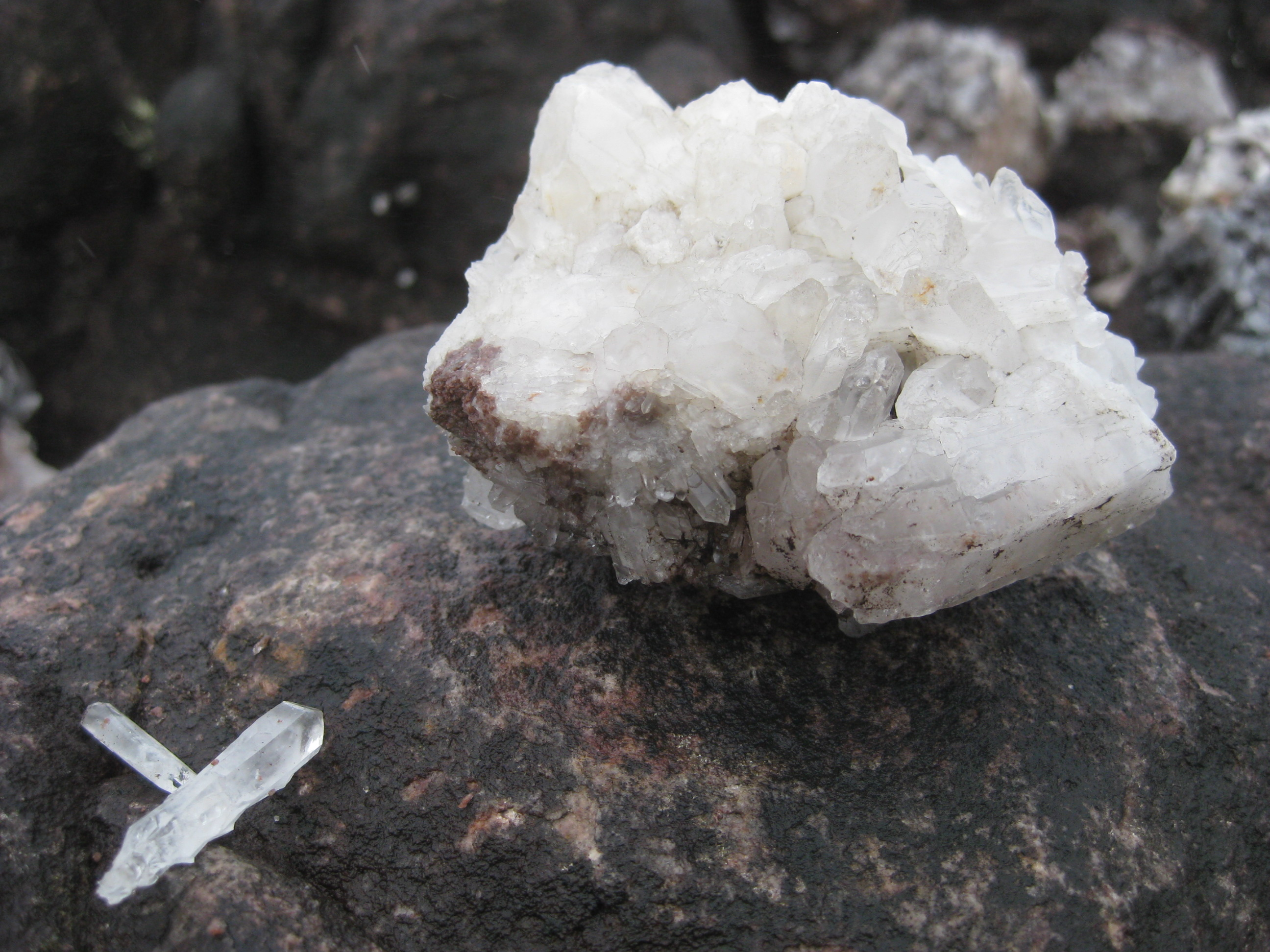
Quartzo do "Vale dos Cristais"

### Fauna e flora
|                                                                                                |  |                                       |
| Vegetação do planalto: Cyrilla racemiflora (folhas vermelhas) e uma Huperzia ("tufos" verdes). |  | Floresta tropical ao pé das falésias. |

A fauna e a flora dos tepuis é largamente desconhecida devido à exploração tardia dessa região da América do Sul e novas espécies são descobertas a cada ano. As espécies identificadas são marcadas pelo forte endemismo – em especial a fauna –, o que indica ameaça ou risco iminente de extinção.
Ao pé da montanha e ao fundo dos penhascos estende-se uma floresta tropical de folhas persistentes, formada por espécimes de 25 a 45 metros de altura (algumas podem atingir os 60 metros). A vegetação é dominada por Cyatheales, Bromeliaceae, Eriocaulaceae e Arecaceae. Uma característica dessa floresta é a presença da Bonnetia roraimae, espécie endêmica utilizada pelos pesquisadores como referência para demarcar os limites da zona ecológica oriental dos tepuis. Devido à sua posição (abaixo das falésias), essa floresta exibe grande variedade de epífitas – espécies vegetais que crescem sobre outras árvores. Já nas falésias, onde o solo é mais arenoso e o clima mais frio, a vegetação é composta por bromeliáceas de espécies muito similares às andinas, como as do gênero Brocchinia, Cottendorfia e Navia. Ao norte, leste e oeste, estende-se um prolongamento setentrional da floresta amazônica; enquanto que ao sul, a paisagem é mais aberta, como uma savana (a Gran Sabana).
A vegetação sobre o planalto faz parte da zona ecológica do pantepui e permanece grandemente desconhecida. Três tipos de vegetação são encontradas em toda a parte e crescem entre a rocha nua: árvores, epífitas e savanas secas ou pantanosas. As espécies endêmicas são abundantes na região, como Stegolepis guianensis, Orectanthe sceptrum, Bejaria imthurnii, Stomatochaeta condensata, Thibaudia nutans, Connellia augustae, Connellia quelchii, Tillandsia turneri, Bonnetia roraimae e Epidendrum secundum, além de samambaias e plantas carnívoras adaptadas às peculiaridades do solo, como Heliamphora nutans, Brocchinia reducta, Brocchinia tatei, Drosera roraimae, Utricularia quelchii e Utricularia humboldtii. Essas últimas retiram dos insetos capturados o nitrato necessário ao seu desenvolvimento e ausente no solo arenoso e lixiviado onde crescem. As florestas que crescem ao longo dos cursos d'água e voçorocas são caracterizadas pela pouca diversidade de espécies, com árvores de porte médio (8 a 15 metros de altura) de folhas coriáceas, especialmente adaptadas às condições adversas da região. A rocha nua é colonizada por algas, líquens e cianobactérias.

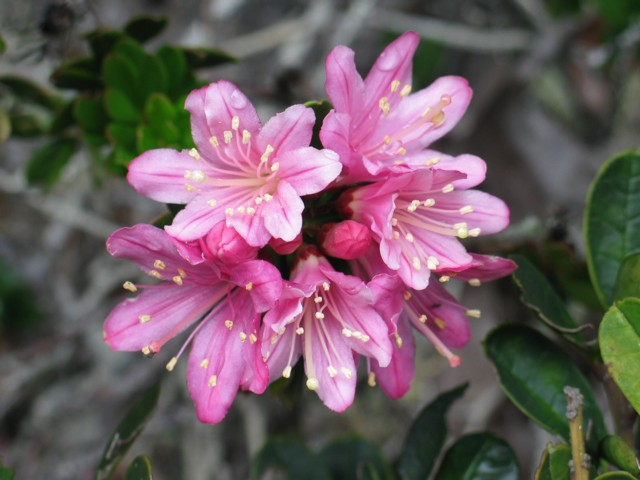
Bejaria imthurnii
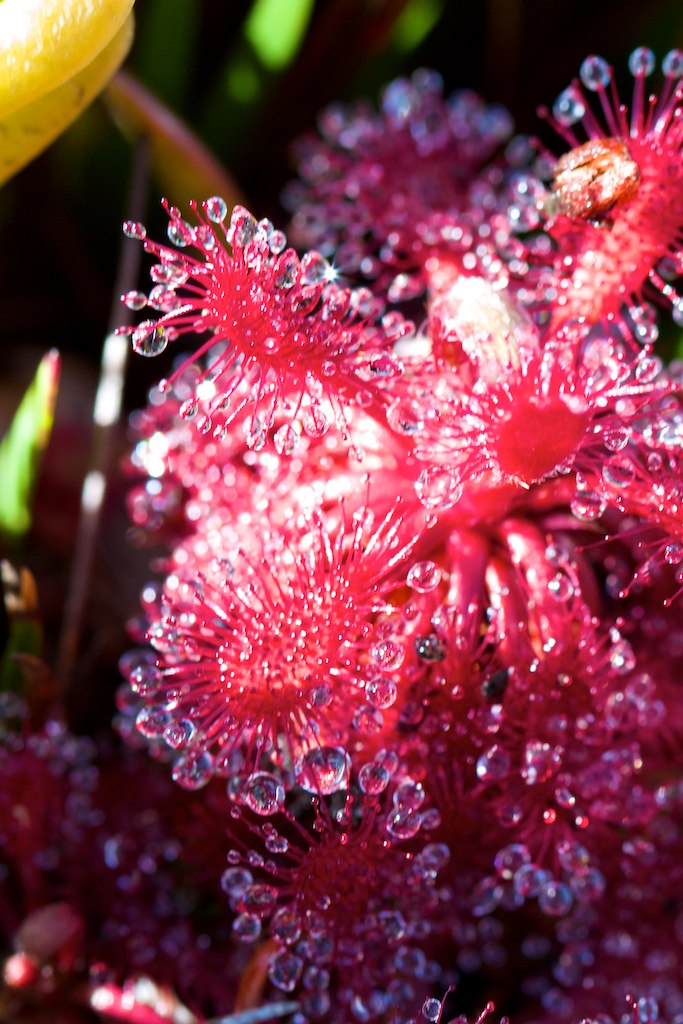
Drosera roraimae
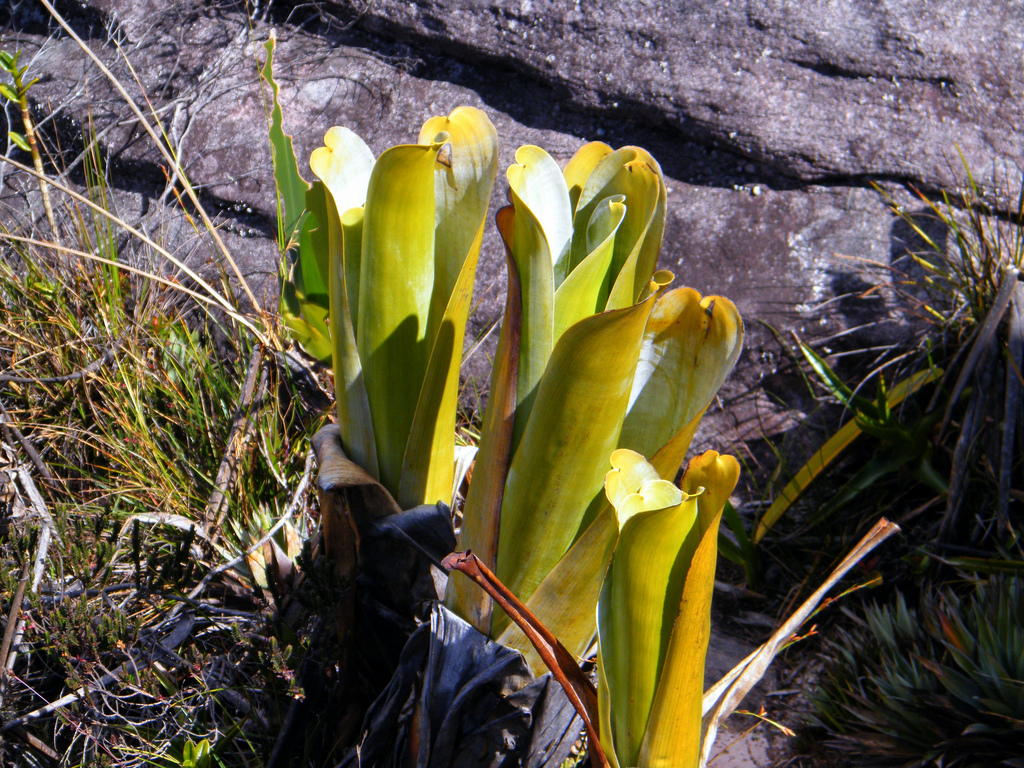
Brocchinia reducta
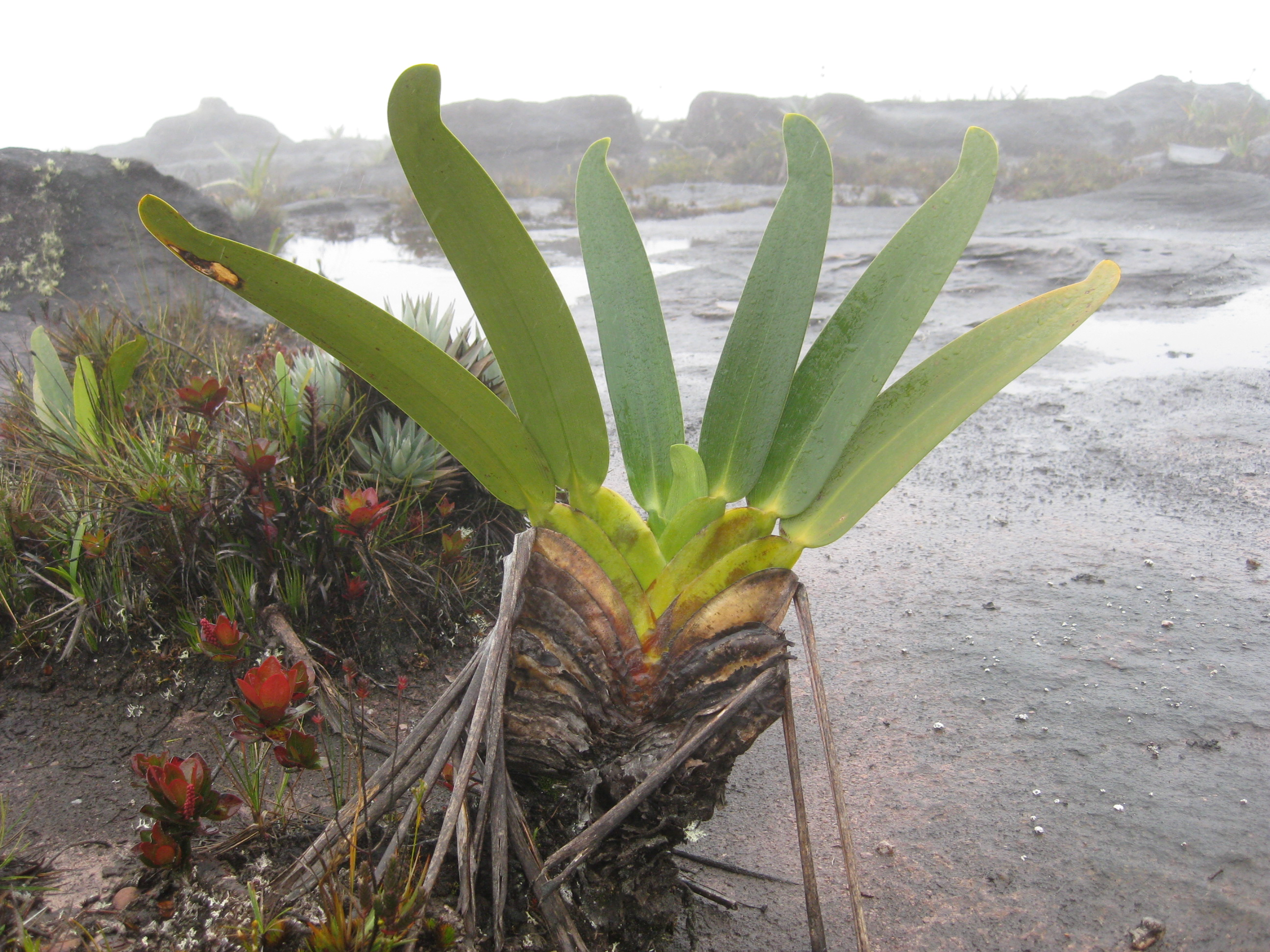
Stegolepis guianensis
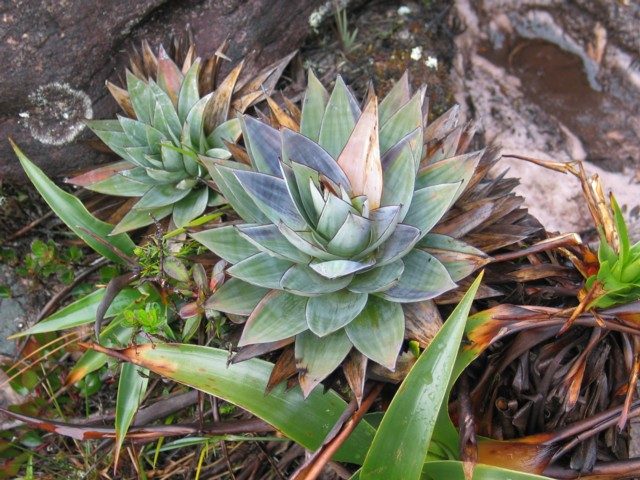
Orectanthe sceptrum
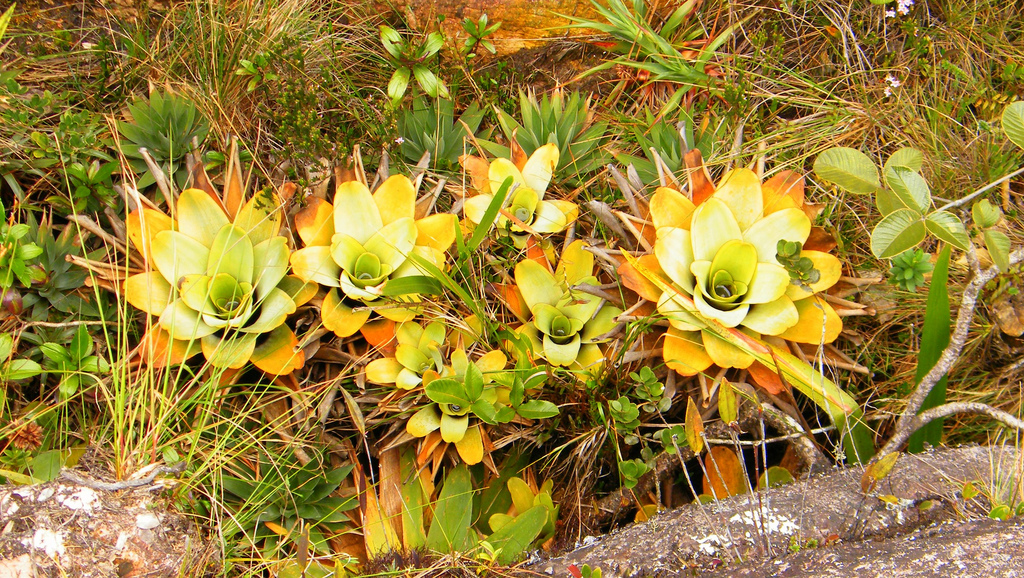
Bromelia brocchinia

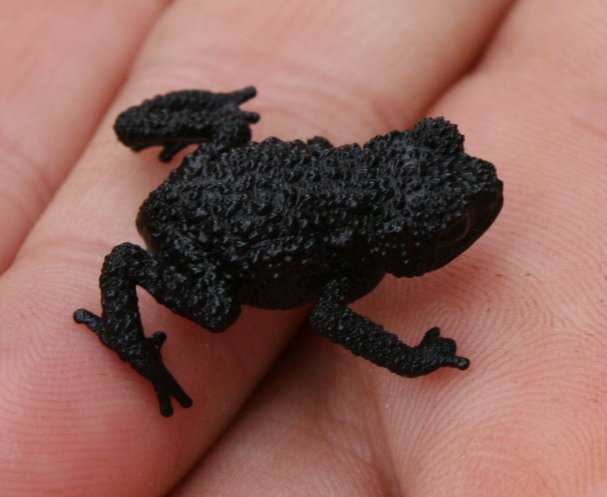
Anomaloglossus roraima

A fauna ao pé da montanha é composta por diversas espécies de mamíferos. Essa grande diversidade é registrada especialmente na floresta amazônica, onde podem ser encontrados preguiças-de-bentinho, tamanduás-bandeiras, tamanduás-mirins, antas, tatus-canastras, capivaras, pacas, caititus, cachorros-vinagres, cutias, quatis, juparás, gogós-de-solas, veados, onças, jaguarundis, gatos-do-mato, suçuaranas, gatos-maracajás e ainda primatas, como macacos-da-noite, bugios, bizogues, uacaris-pretos, caiararas e parauacus. Outras espécies apresentam menor incidência, como alguns marsupiais (gambá-de-orelha-branca, cuíca-de-cauda-grossa e marmosa), mamíferos carnívoros (guaraxaim e furão), roedores (rato-da-cana e rato-do-mato), três espécies do gênero Rhipidomys e outras duas do gênero Cavia.
A avifauna é representada por centenas de espécies, das quais as mais comuns são a marreca-toicinho, o falcão-de-coleira, o periquito-de-bochecha-parda, o peixe-frito-pavonino, a corujinha-de-roraima, a coruja-buraqueira, o tico-tico, o tucaninho-verde, além de cinco espécies de beija-flor, entre outros. Algumas dessas espécies são endêmicas dessa região da América do Sul e são restritas às circunvizinhanças dos tepuis. É o caso do taperuçu-dos-tepuis, do beija-flor-do-tepui, da corruíra-do-tepui, o inhambu-do-tepui, da tiriba-de-cauda-roxa, do periquito-dos-tepuis, do bacurau-dos-tepuis, do asa-de-sabre-canela, do topetinho-pavão, do brilhante-veludo, do barranqueiro-de-roraima, do torom-de-peito-pardo, do anambé-de-whitely, do cabeça-branca e do dançarino-oliváceo.
Devido à pouca mobilidade em relação às outras espécies, répteis e anfíbios apresentam grandes diferenças entre os indivíduos encontrados na base e no topo do monte Roraima. Assim, enquanto as espécies que habitam a floresta ao pé do planalto são bastante comuns, como a iguana-verde, lagartos do gênero Tupinambis e serpentes como a jararaca, a surucucu, a cobra-coral e a jiboia-constritora; aquelas encontradas no topo são mais específicos, como os anuros Oreophrynella nigra e Oreophrynella quelchii.

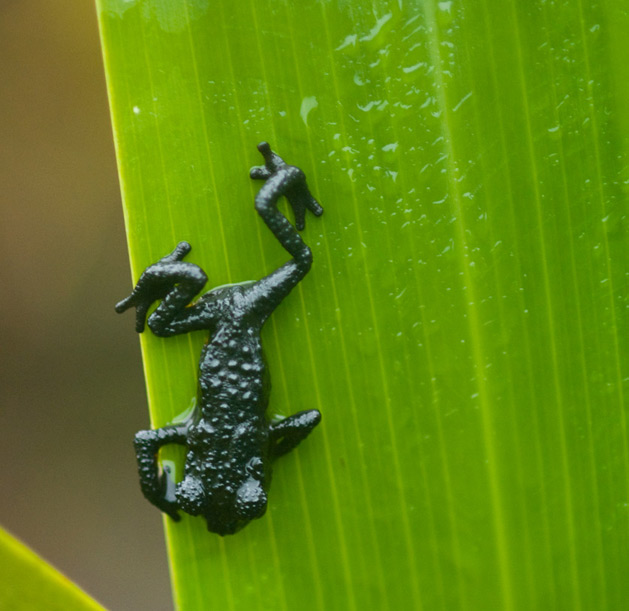
Oreophrynella quelchii
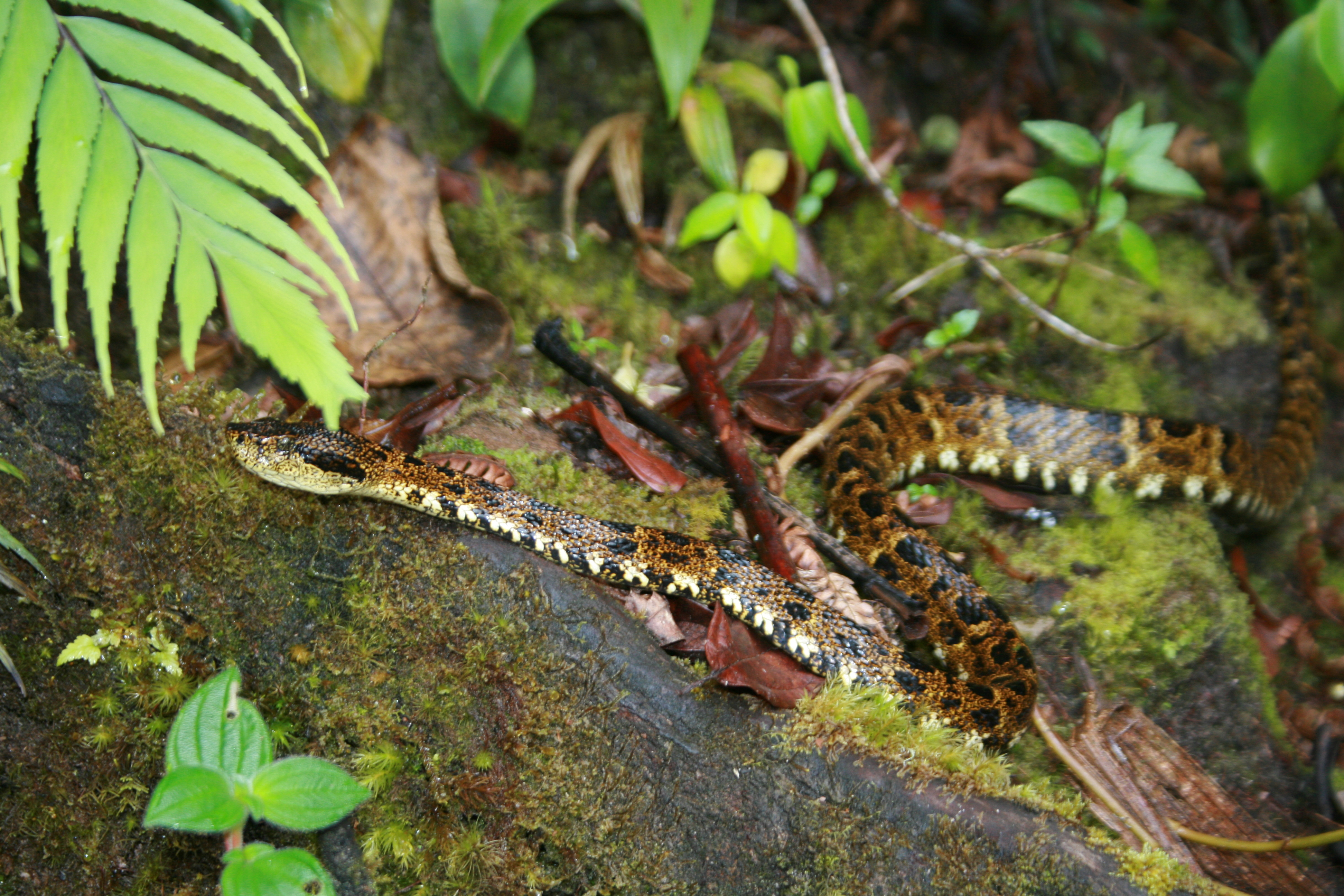
Bothriopsis taeniata
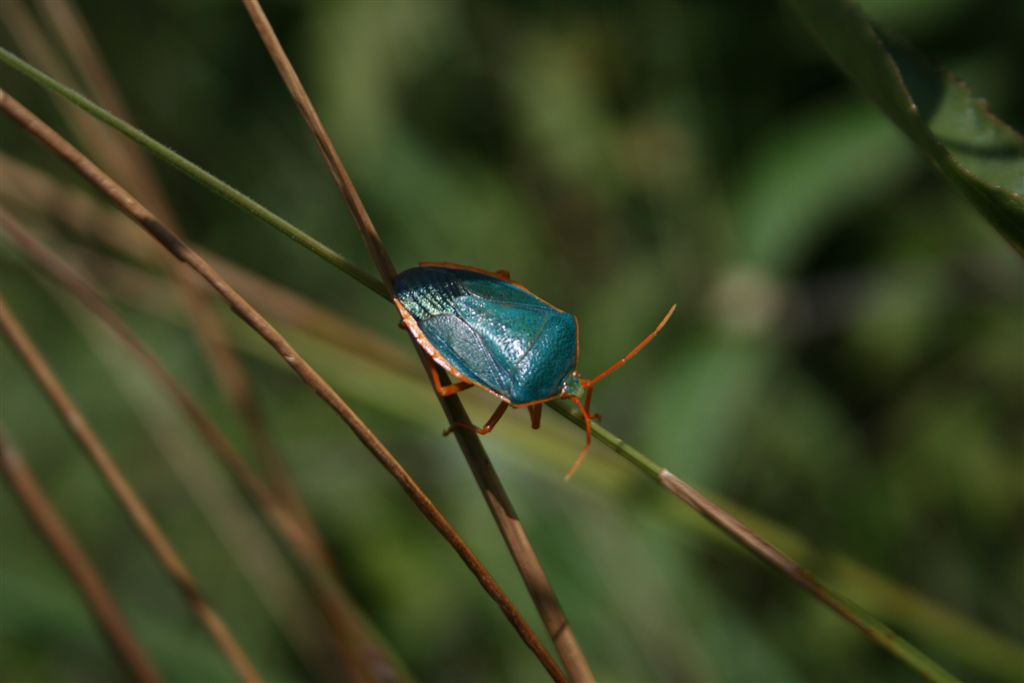
Edessa rufomarginata
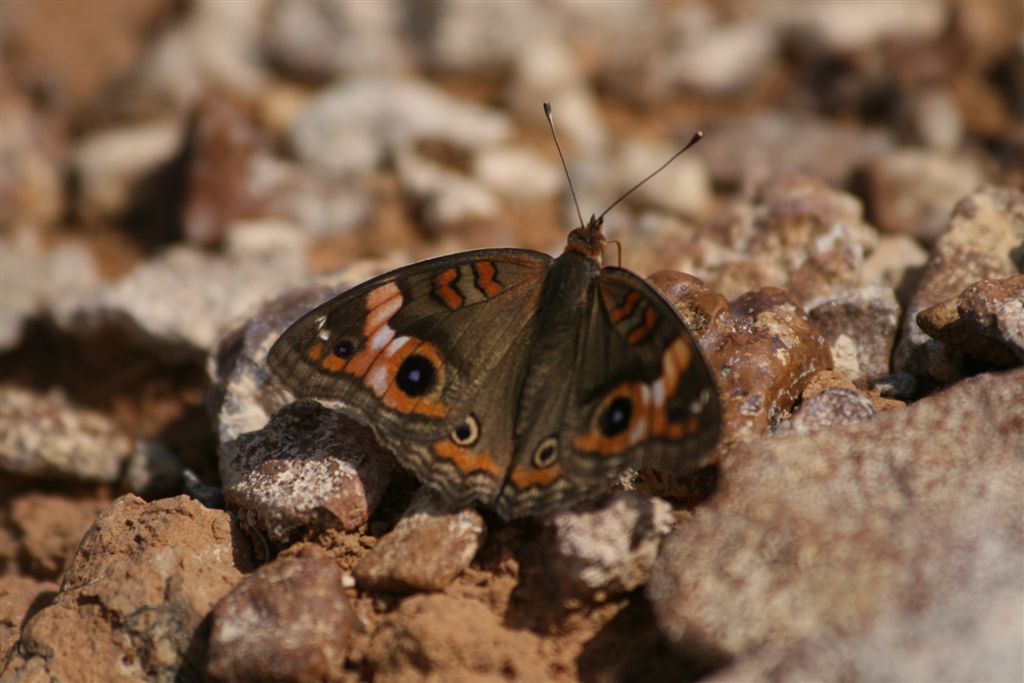
Castanheira
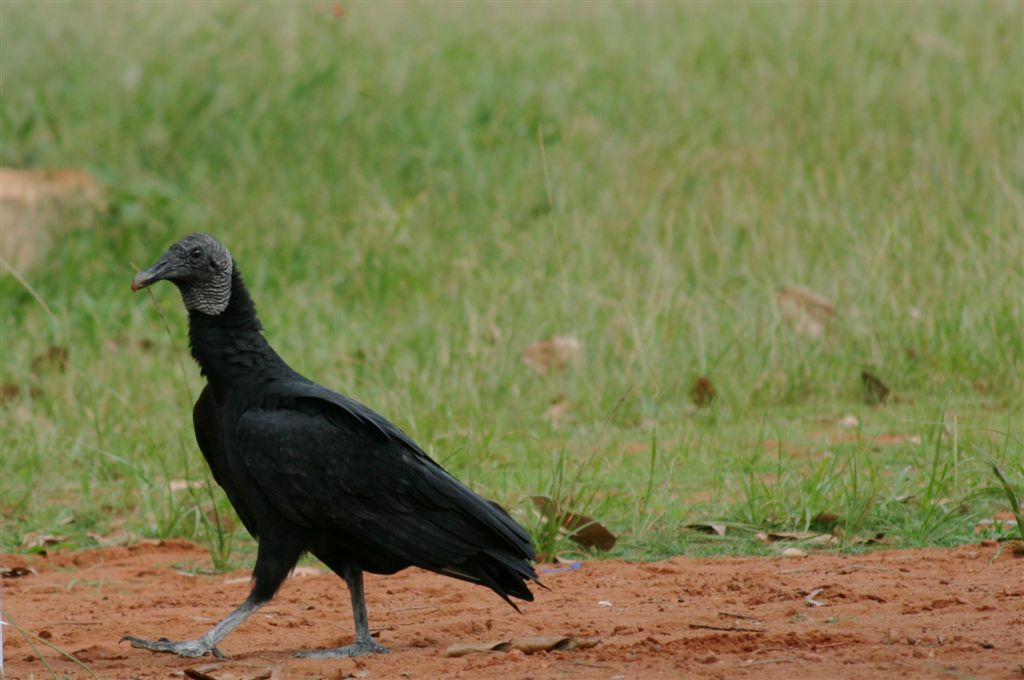
Urubu-de-cabeça-preta
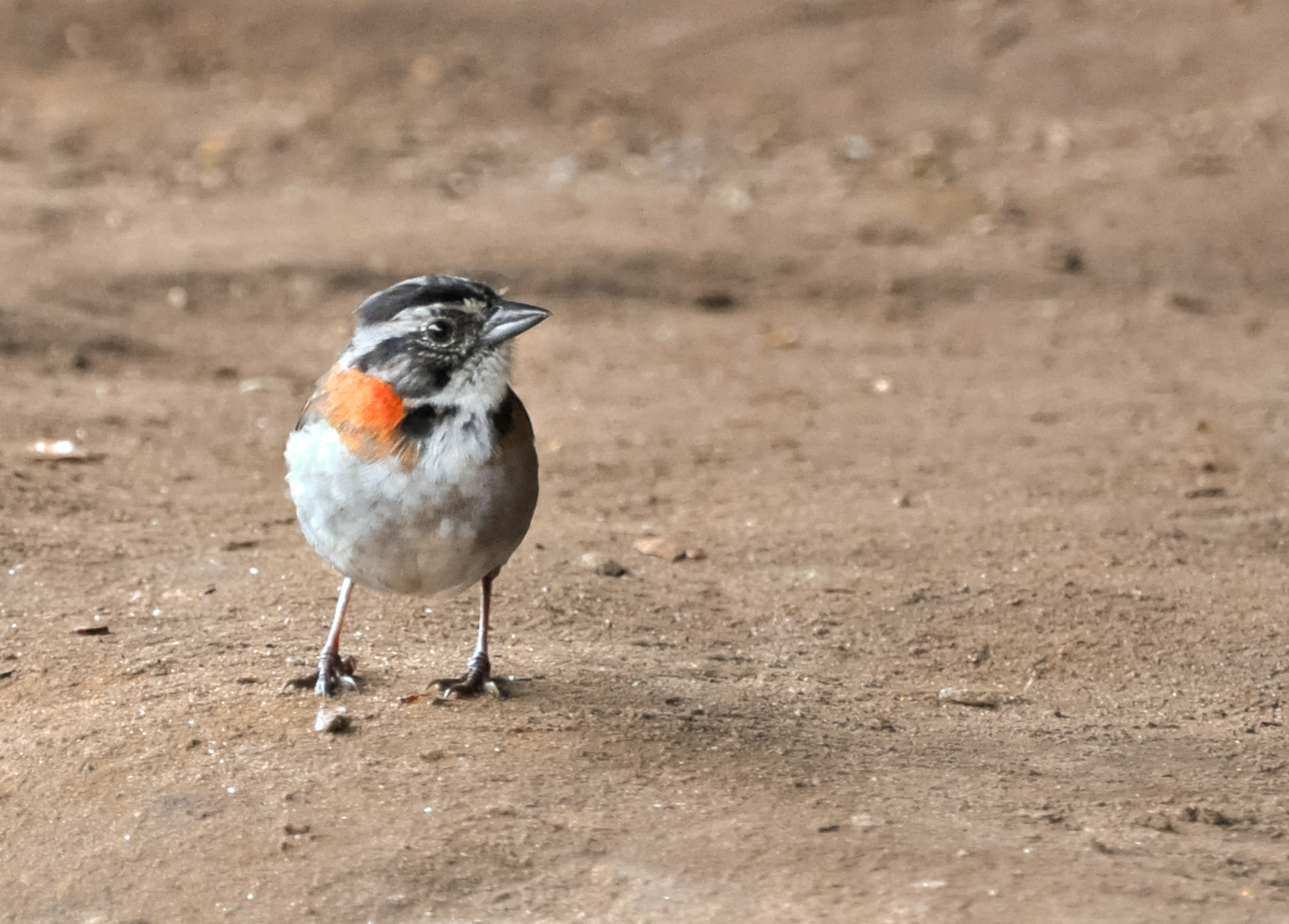
Tico-tico

A fauna cavernícola é representada por muitas espécies de morcegos, guácharos, gafanhotos, aranhas e lacraias. Este delicado ecossistema subterrâneo é ameaçado pelo trânsito de pessoas na superfície: ao longo dos anos, os detritos produzidos por turistas e exploradores são levados pela chuva para os subterrâneos, gerando o acúmulo de matéria orgânica altamente poluente. Essas interferências externas causam um desequilíbrio ecológico, que pode ser verificado pela proliferação de microorganismos no interior das cavernas.

## Histórico

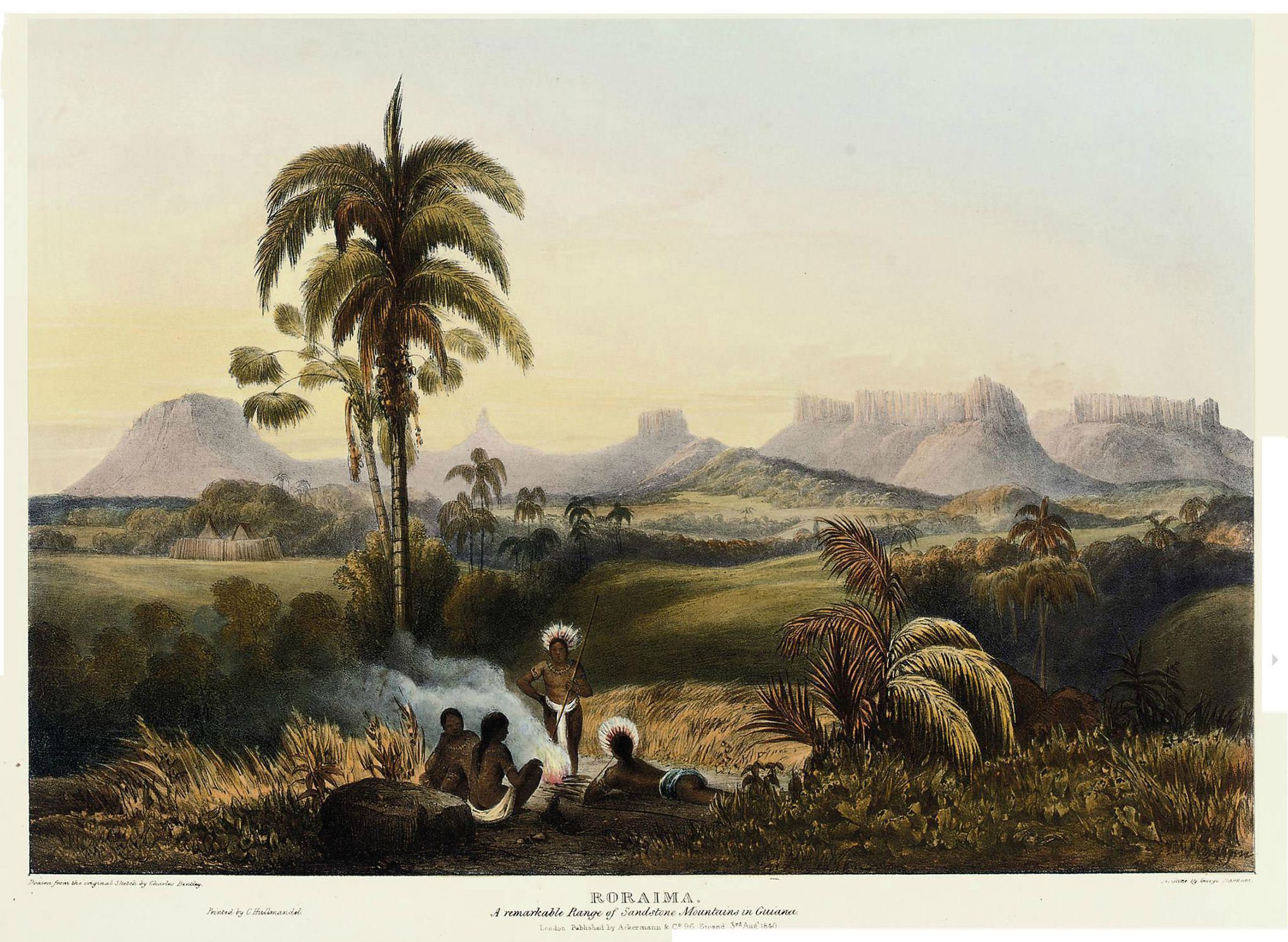
Litografia de Robert Hermann Schomburgk, de 1840, retrata os tepuis, com o monte Roraima à direita.

O monte Roraima foi descoberto pelos europeus em 1595, durante a colonização espanhola e britânica dessa parte da América do Sul. A "montanha de cristal" impossível de escalar e de onde surgiam numerosas cascatas - conforme descrição do poeta, oficial e explorador britânico Walter Raleigh – pode ser o monte Roraima. Outros aventureiros, em busca do Eldorado, também fizeram incursões pela região, que foi habitada por pelo menos 10 mil anos por povos ameríndios - atualmente, o entorno da montanha é habitada pelos Pemons, descendentes dos Caraíbas, que estabeleceram-se na região há cerca de 300 anos. Entretanto, outros autores assinalam que a descoberta do monte Roraima teria ocorrido em 1838 por Robert Hermann Schomburgk, um cientista e explorador alemão. Seguindo a nordeste a partir das florestas da então Guiana Inglesa, Schomburgk teria sido o primeiro a avistar a montanha, durante uma expedição patrocinada pela Royal Geographical Society. Em 1845, ele retornaria à região para estudar a flora local, assinalando que o topo do monte parecia inacessível devido às suas altas falésias. Outra expedição semelhante foi realizada em 1864 pelo naturalista e botânico alemão Carl Ferdinand Appun. A mesma rota foi utilizada em 1869 e 1872 pelo geólogo britânico Charles Barrington Brown. Chegando à extremidade sudeste do monte Roraima, Brown observou a presença de altos pináculos de rocha nesta área e propôs a subida à montanha através de um balão. Outra expedição, liderada por Flint e Edginton, chegou à montanha em 1877 e também anotou o caráter impenetrável das falésias ao norte, leste e sul (já exploradas nos dias atuais). Henry Whitely, que estudou a avifauna da região, observou que o cume do monte poderia ser atingido pela face meridional com a ajuda de cordas e escadas – ao contrário do vizinho Tepui Kukenán, cujo ponto mais alto parecia ser acessível apenas por meio de um balão a partir do sudeste, devido aos ventos predominantes.

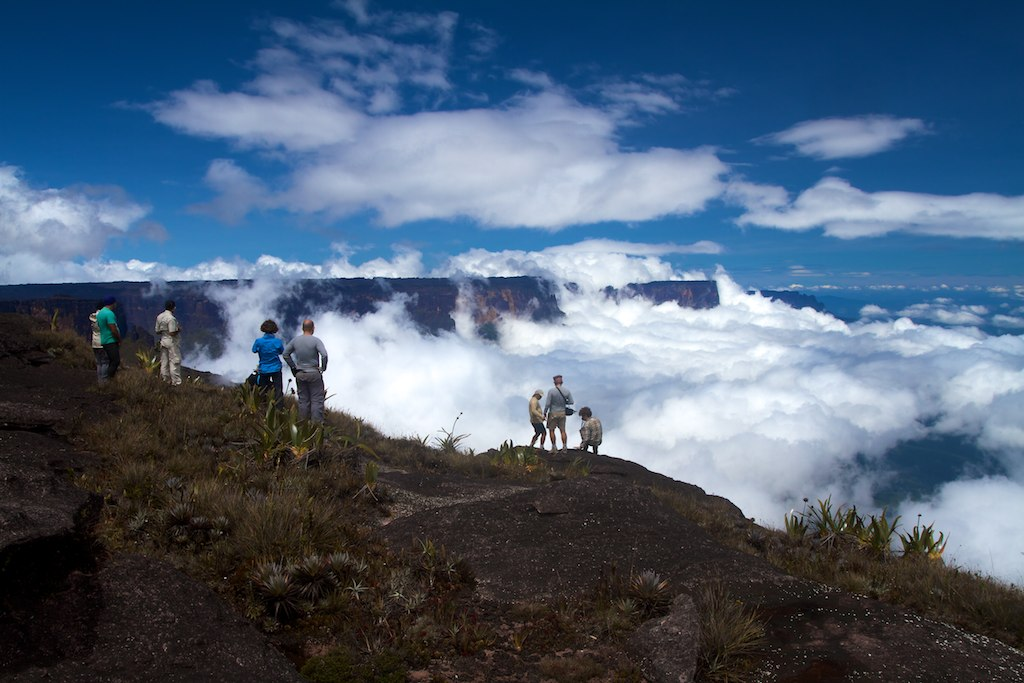
Praticantes de trekking atingem o cume do monte Roraima.

Apesar de suas paredes verticais tornarem o acesso muito difícil, este foi o primeiro grande tepui a ser escalado. Everard im Thurn e Harry Perkins lideraram uma expedição, patrocinada pela Royal Geographical Society, que atingiu o pico em 18 de dezembro de 1884 – graças, em parte, às sugestões e comentários fornecidos por Henry Whitely. A equipe localizou uma passagem até então desconhecida mesmo pelos Pemons, que diziam que o topo das falésias permaneciam desconhecidos desde o início do mundo. Logo novas expedições – formadas por botânicos, zoólogos e geólogos – foram realizadas a fim de explorar e estudar a flora e fauna (em grande parte desconhecidas) e a peculiar geologia da região: Frederick Vavasour McConnell e John Joseph Quelch, em 1894 e 1898; três expedições da Boundary Commission, em 1900, 1905 e 1910; Koch Grumberg, em 1911; C. Clementi, em 1916 e G.H. Tate (financiado pelo Museu Americano de História Natural), em 1917. As cavernas começaram a ser exploradas por espeleólogos venezuelanos no final de 1930 e, especialmente desde os anos 1970. Seu trabalho mostra que as cavidades subterrâneas, para além de suas grandes dimensões, podem se formar em rochas de quartzo. Outros estudos sobre o meio ambiente, incluindo os diversos do naturalista e explorador venezuelano Charles Brewer-Carías, foram responsáveis pela descoberta e classificação das espécies que habitam o planalto. Com a expansão do Parque Nacional Canaima para o leste, em 1975, o monte Roraima e a floresta que o circunda foram declarados áreas totalmente protegidas – que proíbe qualquer atividade humana que não esteja relacionada à pesquisa –, com exceção de uma pequena área, destinada à prática de trekking.
Devido à descoberta e exploração tardias o monte Roraima só passou a ser considerado o ponto culminante do planalto das Guianas em 1931, quando uma comissão multinacional esteve no local para determinar a localização exata da tríplice fronteira entre Brasil, Guiana e Venezuela. As falésias ao norte ao nível da "proa" foram escaladas em 1973 pelos alpinistas britânicos Mo Anthoine, Joe Brown, Don Whillans e Hamish MacInnes. Com a melhoria das condições da estrada de acesso, incluindo sua extensão e pavimentação na década de 1980, o turismo tem se desenvolvido na região.

## Áreas de conservação
O Parque Nacional do Monte Roraima, com uma área de cerca de 116 mil hectares, foi criado de acordo com o decreto n° 97.887, de 28 de junho de 1989 com o objetivo de proteger o cenário natural único da região da serra do Pacaraíma. Todo o território do parque está inserido na terra indígena Raposa Serra do Sol. Por este motivo, a administração do parque é feita tanto pela Fundação Nacional do Índio, pelo Instituto Chico Mendes de Conservação da Biodiversidade (ICMBio) e pela comunidade dos índios ingaricós.
Na Venezuela, o maciço do monte Roraima está inserido no Parque Nacional Canaíma, uma das maiores áreas de conservação da América Latina com mais de três milhões de hectares de extensão. No parque, que é declarado patrimônio da humanidade pela UNESCO, o monte Roraima é só mais um dos vários tepuis, montanhas em formato de mesa.

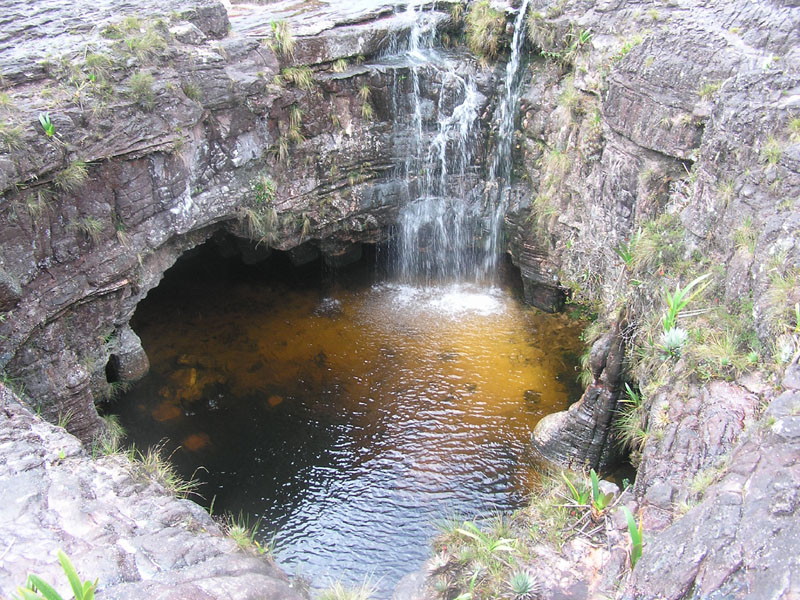
El Foso, Venezuela
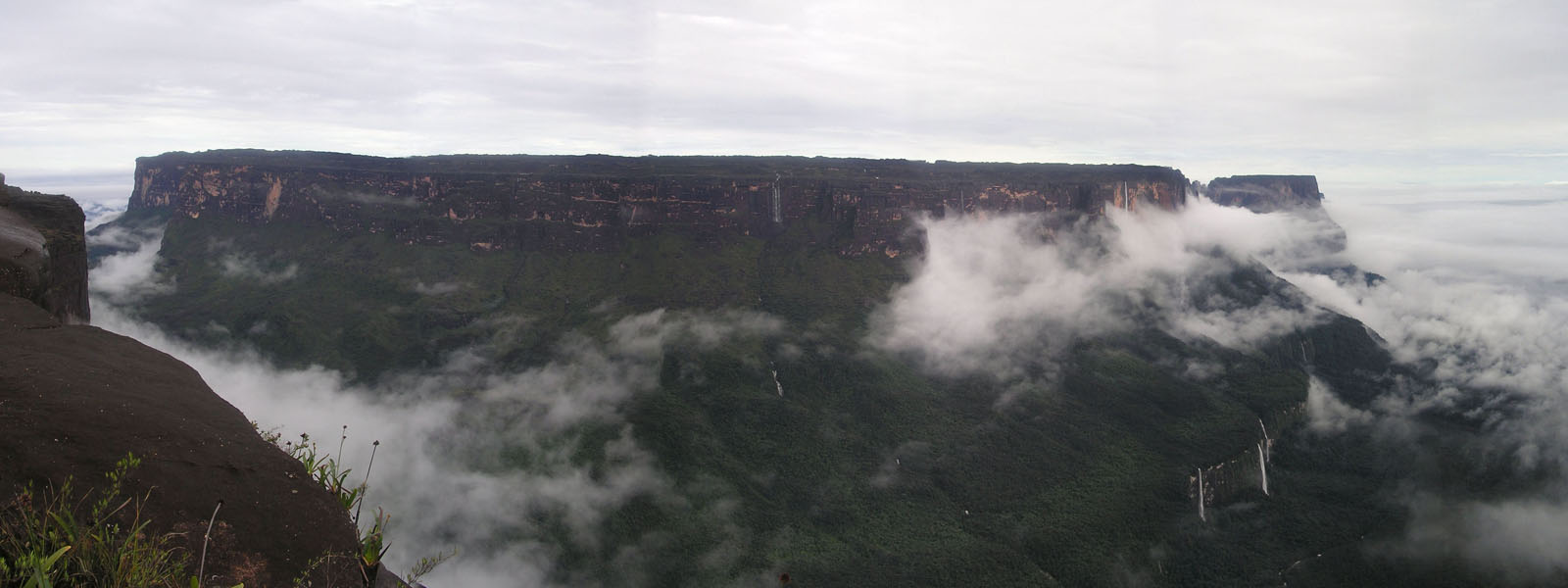
Vista aérea do monte
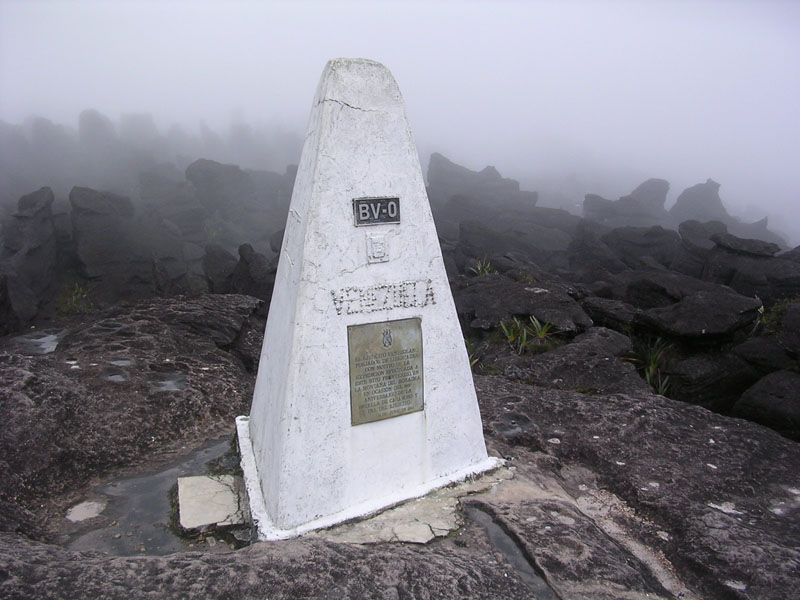
BV - 0: Marco Brasil-Venezuela número zero, na tríplice fronteira entre Brasil, Venezuela e Guiana, no alto do monte Roraima
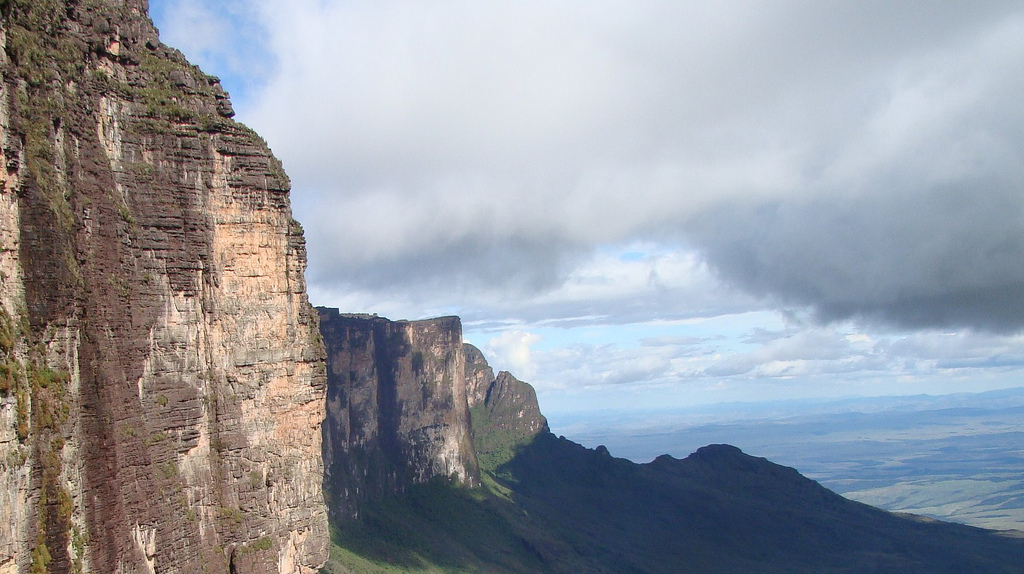
Paredões do monte Roraima
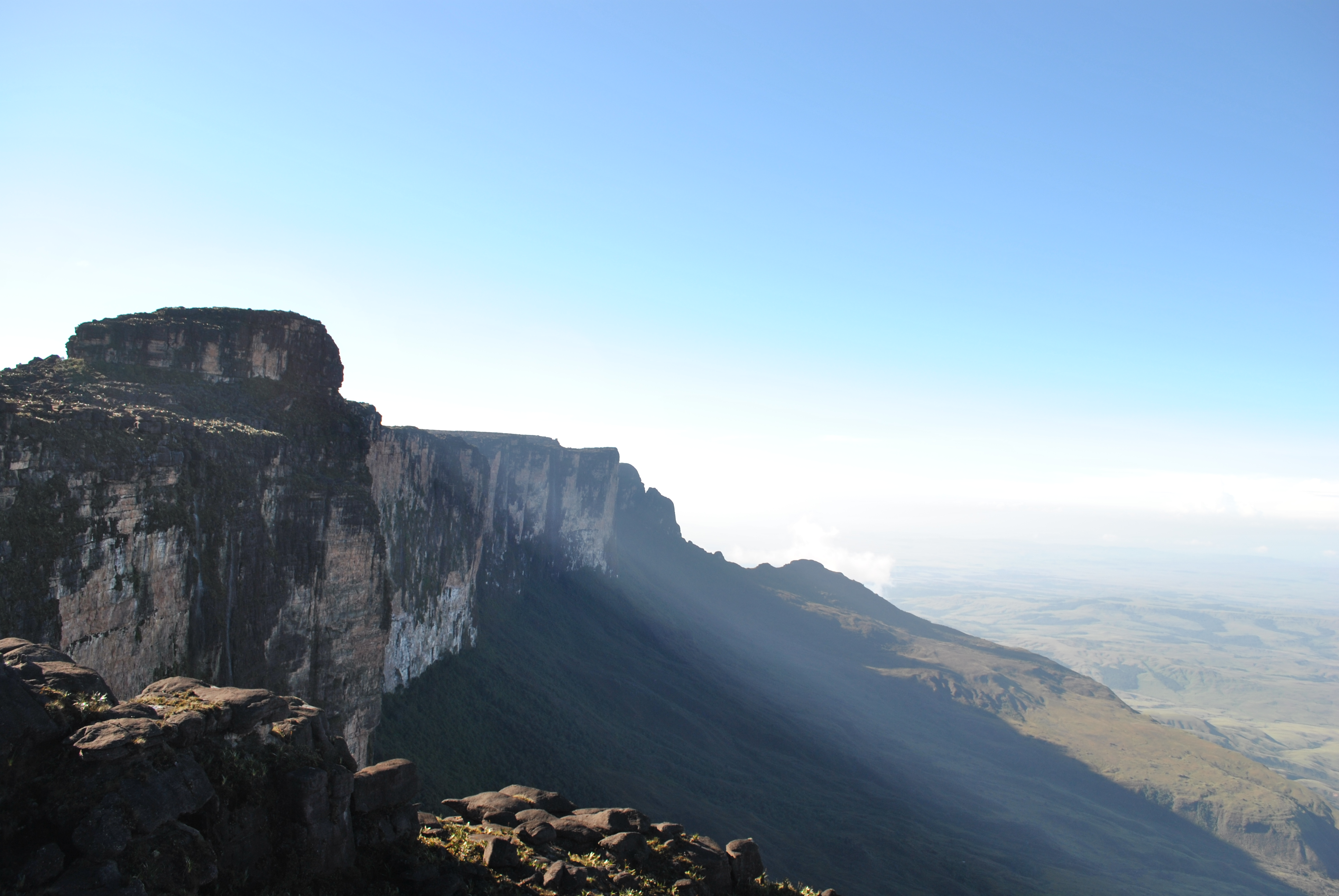
Paredões do monte Roraima
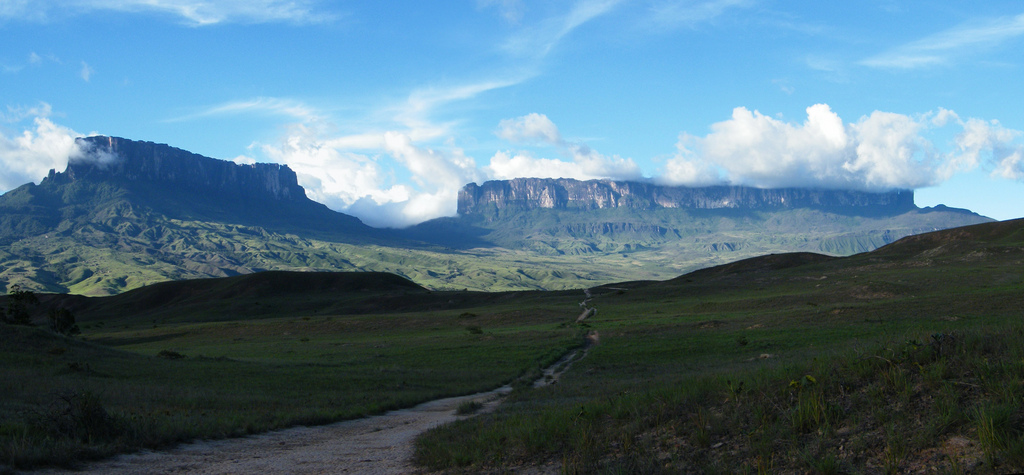
Monte visto ao longe

## Mitologia

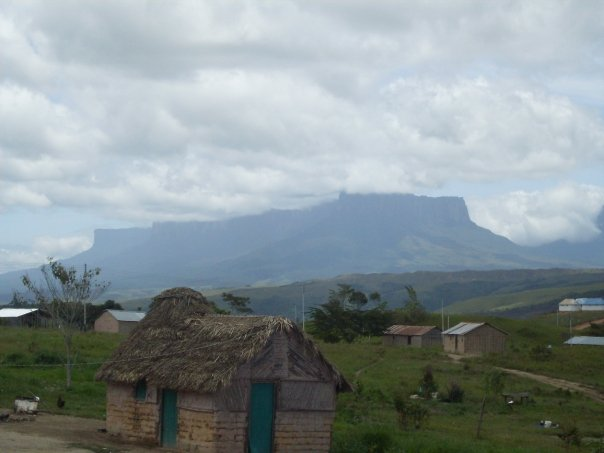
O Monte Roraima visto ao longe.

A lenda do Monte Roraima surgiu na tribo dos índios Macuxi, que ali habitavam. Conta que antigamente não havia nenhuma elevação naquelas terras. Muitas tribos indígenas viviam naquela área plana e fértil onde a caça, a pesca e outros frutos eram abundantes. Porém, num dia, nasceu num local uma bananeira, uma árvore que nunca aparecera ali antes. Tornou-se, rapidamente, viçosa e cheia de belos frutos, mas um recado divino foi dado aos pajés, de que ninguém poderia tocar nela ou em seus frutos, pois aquele era um ser sagrado; Se alguém o fizesse, inúmeras desgraças aconteceriam ao povo daquela terra. Todos obedeceram ao aviso que lhes foi dado. Porém, ao amanhecer de um certo dia, a tribo percebeu que haviam cortado a árvore e, em instantes, a natureza revoltou-se. Trovões e relâmpagos rasgavam o céu deixando todos assustados. Os animais fugiam. E do centro da Terra surgiu o Monte Roraima, elevando-se imponente até o céu. Pessoas dizem que até hoje o monte "chora" pela violação no passado.